# ジェルヴァース・ドゥ・ペイエ
ジェルヴァーズ・アラン・ドゥ・ペイエ（Gervase Alan de Peyer, 1926年4月11日 - 2017年2月4日）は、イギリスのクラリネット奏者・指揮者。

## 人物
ロンドンに生まれ、私学ベダレス・スクールに学ぶ。
奨学金を得て王立音楽大学に進み、クラリネットをフレデリック・サーストンに、ピアノをアーサー・アレグザンダーに師事する。18歳の時、英国海軍軍楽隊に入隊するが、戦後に王立音大に復学し、それから2年ほどしてパリに留学してルイ・カユザックの薫陶を受けた。
1950年にメロス・アンサンブルの創設メンバーに名を連ね、1974年までその一員として演奏を続けた。1955年から1972年まではロンドン交響楽団の首席クラリネット奏者であった。
1969年には、リンカーン・センター室内楽協会の創設メンバーとなり、20年間そこで演奏を続けた。
ソリストとしては、アーノルド・クック、セバスチャン・フォーブズ、アラン・ホディノット、ジョーゼフ・ホロヴィッツ、シーア・マスグレイヴ、エリザベス・マコンキー、ウィリアム・マサイアス、アドウィン・ロクスバーグらの協奏作品を初演してきた。指揮者としては、イギリス室内管弦楽団やロンドン交響楽団管楽器アンサンブル、メロス・シンフォニアと共演したほか、ハイドン管弦楽団の准指揮者に任命されている。
1959年からは、王立音楽院で教鞭を執っていた。
2017年2月4日にこの世を去った。90歳没。

## 参考資料・外部リンク
- http://gaque.cool.ne.jp/players/depeyer.html
- Weston, Pamela. Clarinet Virtuosi of Today (1989 ed.). London: Egon Publishers Ltd. pp. 89–95. ISBN 0905858468